# 鼻夾

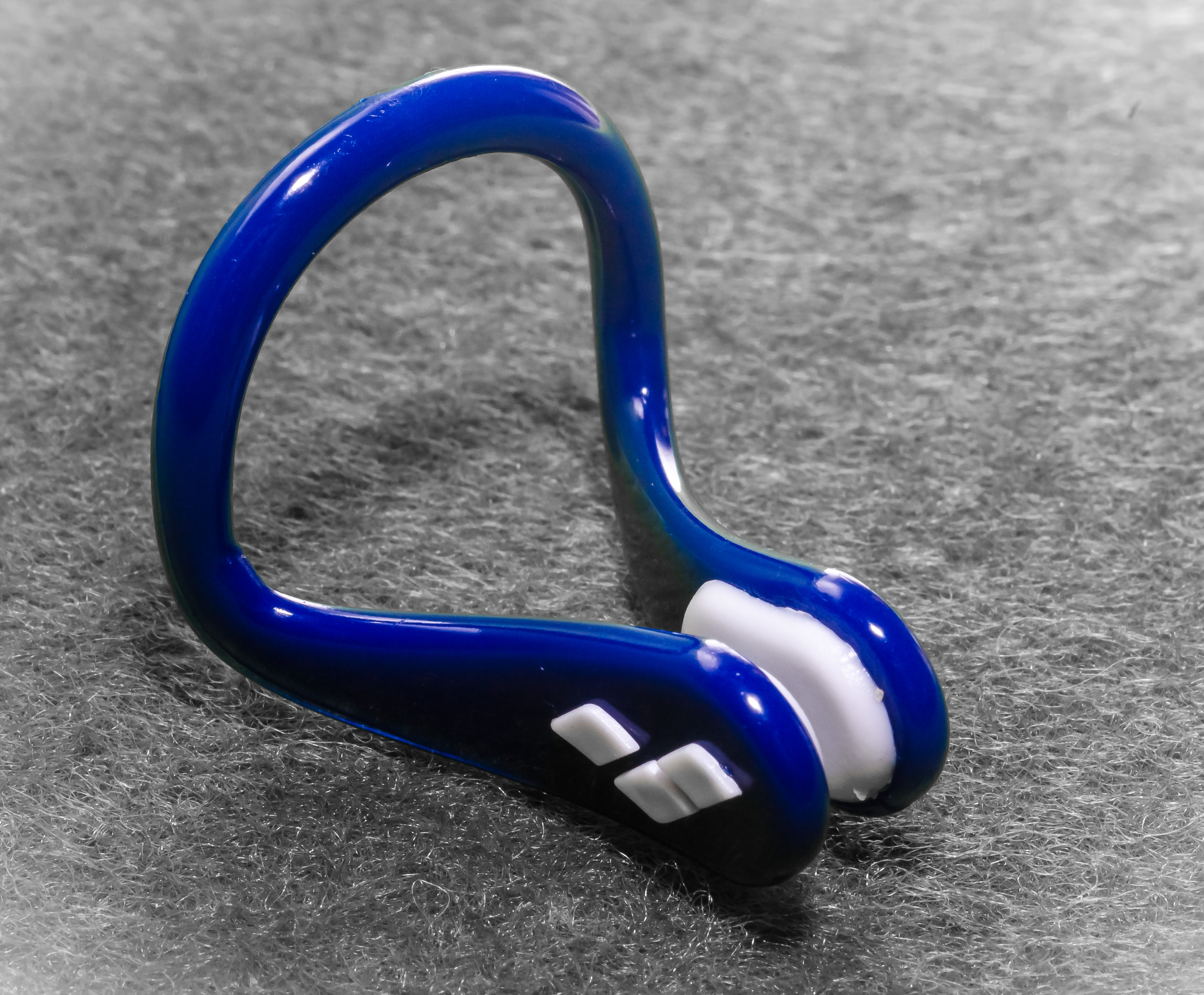
塑料鼻夹

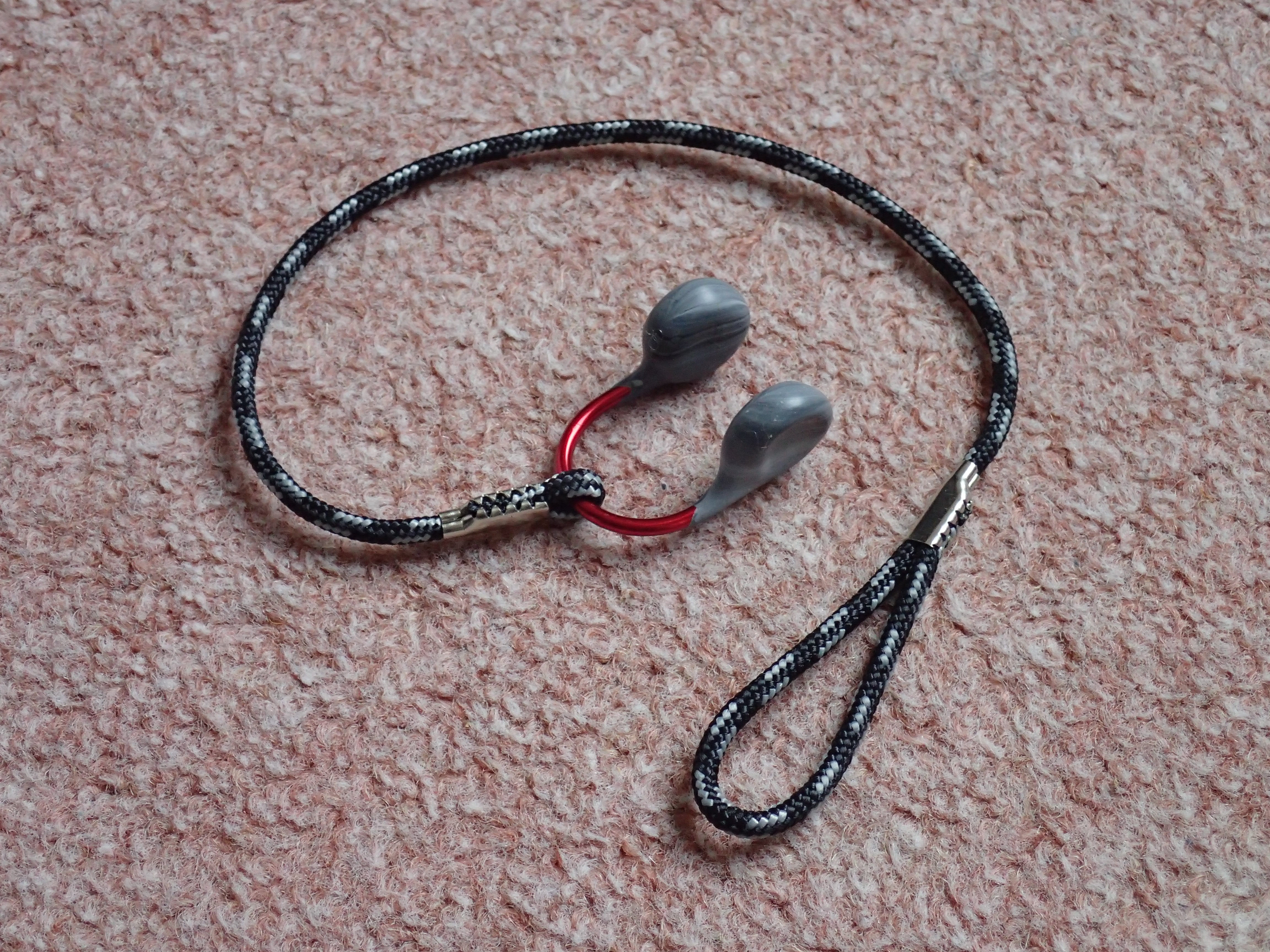
带系绳的鼻夹

鼻夹是指一种能夾緊鼻孔的装置，這樣人们在水上活动中，如皮划艇、自由潜水、游泳、花样游泳时，可以防止水进入鼻孔或空气從鼻孔流出。